# Pasłęka
La Pasłęka (en allemand Passarge) est une rivière du nord de la Pologne, affluent de l'estuaire de la Vistule et qui donc, indirectement, se jette dans la mer Baltique.

## Géographie

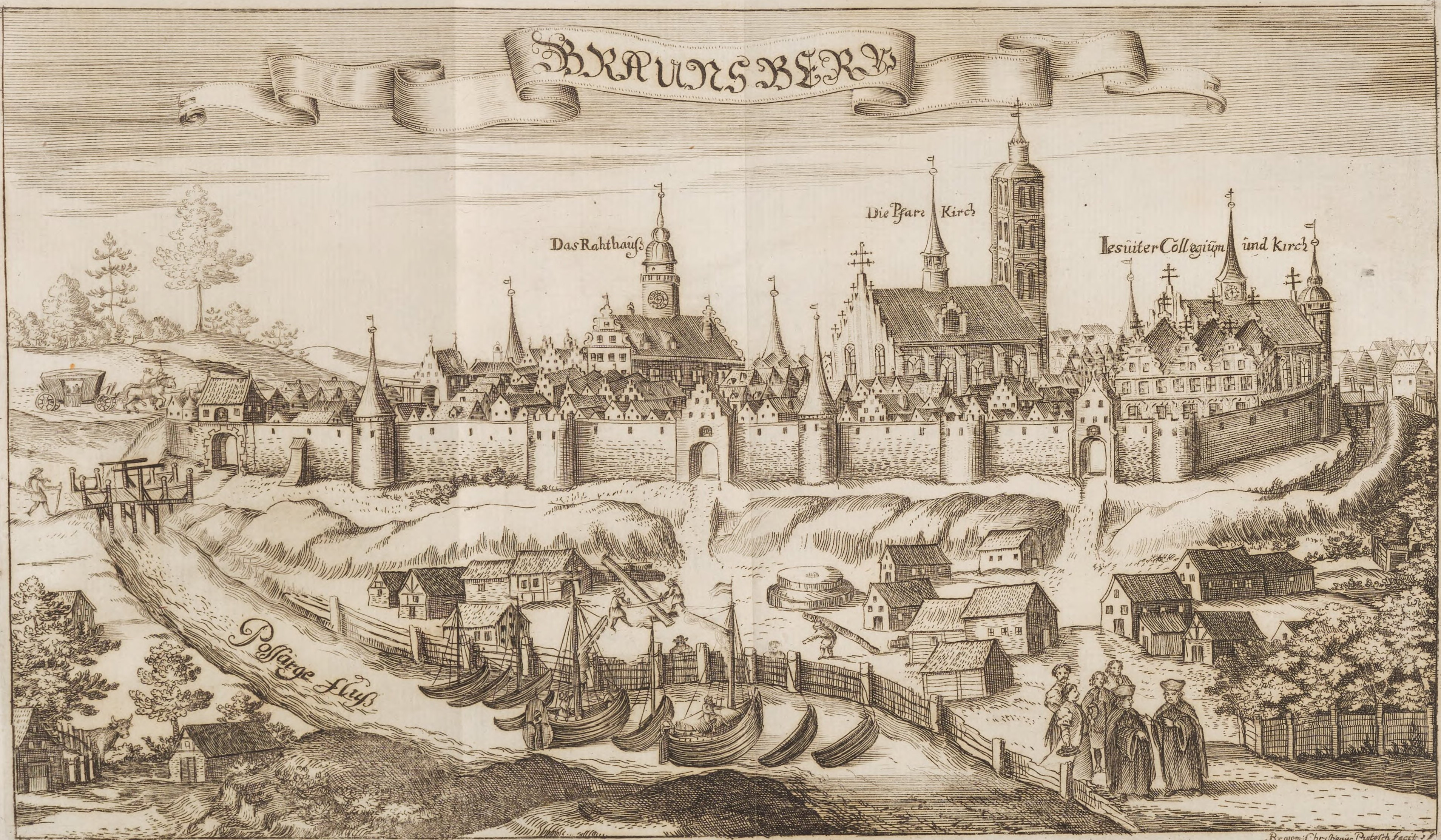
La ville de Braniewo (Braunsberg) et la Passarge sur une gravure de 1684.

Avec un cours de 169 km, c'est la 23e plus longue rivière de Pologne et son bassin hydrographique, d'une superficie de 2 294 km2, est entièrement situé en Pologne. Elle irrigue la ville de Braniewo.